# Cristina Kahlo
Cristina Kahlo (Ciudad de México, 1960) es una fotógrafa mexicana, curadora y galerista. Su obra ha sido exhibida en galerías de México, Estados Unidos, Alemania, Suiza, entre otros.

## Biografía
Nació en Ciudad de México en 1960. Es sobrina nieta de los pintores Frida Kahlo y Diego Rivera, y bisnieta del también fotógrafo Guillermo Kahlo. Realizó sus estudios de fotografía en la Escuela Activa de Fotografía en México, y en el Centro de Enseñanzas de la Imagen en Madrid, España.
En 1983, fundó la Galería Alternativa, en Coyoacán, México, misma que permaneció activa hasta 1985. Posteriormente, en 1986, en sociedad con Juan Coronel Rivera, fundó y dirigió la Galería Kahlo Coronel Arte Contemporáneo y Fotografía, hasta el año de 1991.
A partir de 1992, se comenzó a desempeñar como curadora de diversas exposiciones de fotografía y arte, principalmente en México y Estados Unidos. Entre estas, destacan “Mexico Myte og Magi”, “Agustín Víctor Casasola, Imágenes de la Revolución Mexicana” y “Frida Kahlo, homenaje nacional”.
Desde 1995, comenzó a participar con algunos trabajos fotográficos, especializados en fotografía social, en algunas exposiciones colectivas. Sin embargo, en sus exposiciones individuales, principalmente destaca su fotografía sobre la arquitectura, vertiente que le ha dado un mayor reconocimiento y por la que es mayormente conocida.
En 2006, fue acreedora a la Beca de Residencia en Markgäflerhof, de la Fundación Bartels de Basilea, Suiza.